# だいわ
株式会社大和（だいわ）は、鹿児島県薩摩川内市に本社を置き、鹿児島県および宮崎県内でスーパーマーケットを展開する企業。CGCグループに加盟する。

## 概要
1960年創業、1963年会社設立。鹿児島県（種子島・奄美大島を含む）および宮崎県、特に薩摩川内市を中心とした北薩地区を中心に店舗を展開する。
鹿児島県内では、タイヨーやニシムタ、A・コープ鹿児島と並ぶ小売業である。
ロゴマークは鶴を模し「大」の字から図案化したものである。ただし「だいわ」の屋号と鶴のロゴマークは新規開業店舗では見られなくなっており、最近の大型店舗（総合スーパー）では「プラッセ」の屋号を使用している。かつては「だいわ」の店舗は「ショッピングデパート」、「プラッセ」の店舗は「ハッピーライフタウン」と銘打っていたが、のちに「ハッピーライフタウン プラッセ&だいわ」として統合された。
スーパー各店ではセールとして、毎週火曜日・水曜日に「スーパー7の市」を開催している。また買い物弱者対策として、移動スーパー「とくし丸」による移動販売を行っている。
スーパーマーケットのほか、鹿児島県内の一部のTSUTAYAもフランチャイジーとして運営している。

### 競合他社の店舗譲受
営業エリア内において、経営難に陥った競合他社の店舗をしばしば引き継いでいる。
代表的な例として、かつて九州最大手の総合スーパーであった壽屋（現：カリーノファシリティーズ）から、鹿児島県および宮崎県内のほとんどの店舗を譲渡された。その際に店舗規模により「プラッセだいわ」「だいわ」として転換してリニューアルオープンした。旧寿屋の再開第一号店はプラッセ串木野駅前店であった（その後閉店、現在はニシムタ串木野店・食鮮館）。
また、姶良市の食品スーパー「こうか」を「だいわ蒲生店」に転換した（のち閉店、現：ローソン蒲生上久徳店）。
そのほか、主に北薩地区で展開していた食品スーパー「クッキー」「ラークス」を運営する株式会社クッキーが、2018年10月に全店閉店したことに伴い、同店の9店舗のうち8店舗を同年10月1日付で引き継いだ。

### ポイントカード・電子マネー
2013年3月より自社発行のポイントカードに代わり、Tポイントを導入していたが、2020年2月をもって終了した。
Tポイントカードに代えて、ポイントカードとしても使える自社発行の磁気ストライプカード型電子マネー「もじょか（Mojoca）カード」を2019年に導入した。プラッセだいわ川内店は8月から先行導入、それ以外の店舗は9月から導入している。
その後はQRコード決済にも対応し、2024年5月現在、PayPay、d払い、au PAY、楽天ペイ、メルペイが利用可能である。

## 店舗

### だいわ・プラッセ
2022年9月時点で、20店舗を展開している。2025年時点では店舗数を縮小している。
- プラッセだいわ宮之城店および、だいわ串木野店にはTSUTAYAを併設している。
- プラッセファッション館吉野店、プラッセ食品館向田店は「だいわ」ブランドの店舗を改築した上でリブランドしたものである。
- プラッセだいわ宮之城店、プラッセだいわえびの店、プラッセだいわファッション館小林店は、旧「寿屋」の店舗である。
- だいわ中郷店、だいわ宮内店、だいわ国分北店、だいわ鶴田店は、旧「クッキー・ラークス」の店舗である。

### TSUTAYA
2020年2月時点で、鹿児島県と宮崎県に9店舗を展開している。現在は何店舗か閉店している。

### かつて存在した店舗

#### スーパーマーケット
- だいわ西谷山店　閉店（鹿児島県鹿児島市）
- だいわ枕崎店 閉店（鹿児島県枕崎市）- 旧「寿屋」の店舗。
- プラッセだいわ日南店　閉店（宮崎県日南市）- 旧「寿屋」の店舗。のちマルショクを経てダイレックスが営業。
- ターゲット国分店（鹿児島県国分市、現：霧島市）
- プラッセだいわ大口店　閉店（鹿児島県大口市、現：伊佐市）- 旧「寿屋」の店舗。のちサンリブ大口店を経て、ダイレックスが営業。
- だいわ赤瀬川店　閉店（鹿児島県阿久根市）
- だいわ伊敷店　閉店（鹿児島県鹿児島市）
- だいわ紫原店　閉店（鹿児島県鹿児島市）
- だいわ阿久根店　閉店（鹿児島県阿久根市）
- だいわ大小路店　閉店、プラッセ大小路のみ（鹿児島県薩摩川内市）
- だいわ谷山店　閉店（鹿児島県鹿児島市）- 閉店後に解体され更地となり、2015年現在はドラッグストアコスモス谷山店が営業。
- プラッセだいわ伊集院店（鹿児島県日置市）- 旧「寿屋」の店舗。
- ハッピー串木野店　閉店（鹿児島県いちき串木野市）
- ワコーマート田上店　閉店（鹿児島県鹿児島市）- 2012年7月11日閉店、2015年現在はセブン-イレブン田上3丁目店が営業。
- プラッセだいわ小林店1階（宮崎県小林市）- 旧「寿屋」の店舗。
- だいわ名瀬店〔食品館〕（鹿児島県奄美市）- 旧「寿屋」の店舗。
- だいわファッション館名瀬店（鹿児島県奄美市）- 旧「寿屋」の店舗。
- プラッセだいわ串木野駅前店　閉店（鹿児島県いちき串木野市）- 旧「寿屋」の店舗。2020年現在はニシムタ串木野店食鮮館などが営業。
- だいわ蒲生店　閉店（鹿児島県姶良市）- 2018年現在はローソン蒲生上久徳店が営業。
- だいわ宮崎店　閉店（鹿児島県薩摩川内市宮崎町）
- だいわ姶良店　閉店（鹿児島県姶良市）- 旧「クッキー」の店舗。閉店と同時に「だいわ姶良店百円館」も閉店。
- プラッセだいわ鹿屋店　閉店（鹿児島県鹿屋市） - 跡地はイオン九州株式会社によってイオンかのやショッピングセンターが2024年11月21日に開業[13][1]。
- だいわ宮之城店（鹿児島県宮之城町）- 川内川沿いにあった。閉店後に現在のプラッセだいわ宮之城店の場所に再度出店。
- だいわ西之表店　閉店　(鹿児島県西之表市)

#### その他
- 以前はデオデオ（現：エディオン）も運営していたが、のちに全店閉店した。

## 関連会社
- 株式会社フジワ（TSUTAYA運営会社）
- レストランキャスル
- だいわインテリア

## CM
- 南日本放送（MBC）のテレビ・ラジオでスポットCMを放送している。